# 22e dynastie van Egypte
De 22e dynastie van Egypte regeerde van (ca.) 945 tot 712 v.Chr. en wordt in het algemeen aangeduid als de Libische dynastie.
Sjosjenq I, de eerste koning van deze dynastie, stamde van de Mesjwesj, een Berberstam uit het gebied ten westen van de Nijldelta. Toen de hogepriesterlijke opvolging in Thebe uitstierf en tot een einde kwam, maakte hij van de situatie gebruik door zijn zoon aldaar te installeren en op die manier weer een eenheid te maken van Egypte. Ook ondernam hij een militaire campagne in Palestina en werd de handel met Byblos en de Feniciërs hervat. Door deze handelsactiviteiten nam de welvaart in het land toe, hetgeen in hernieuwde bouwactiviteiten tot uitdrukking kwam.
Tijdens de regering van Takelot I ontstond er onrust in het land. Zijn zoon, Osorkon II, was benoemd tot hogepriester van Thebe, hetgeen niet geaccepteerd werd door de Thebanen. Een lange periode van burgeroorlog volgde. Vanaf de regering van Osorkon II, hadden diverse rivalen het voorzien op de macht, waarvan de eerste Pedubastis I van de 23e dynastie van Egypte was. Deze dynastie werd naast de 22e dynastie geaccepteerd. Tegen het einde van de 8e eeuw v.Chr. regeerden diverse koningen gelijktijdig het land, en verliepen de 22e, 23e en 24e dynastie zij aan zij.
770 v.Chr. werd de Koesjitische koning Kashta in het zuiden van Egypte geaccepteerd als farao. Deze Nubische invloed in het zuiden van Egypte zou uiteindelijk doordringen tot in het hele land, en de 25e dynastie van Egypte gaan vormen.

## Galerij

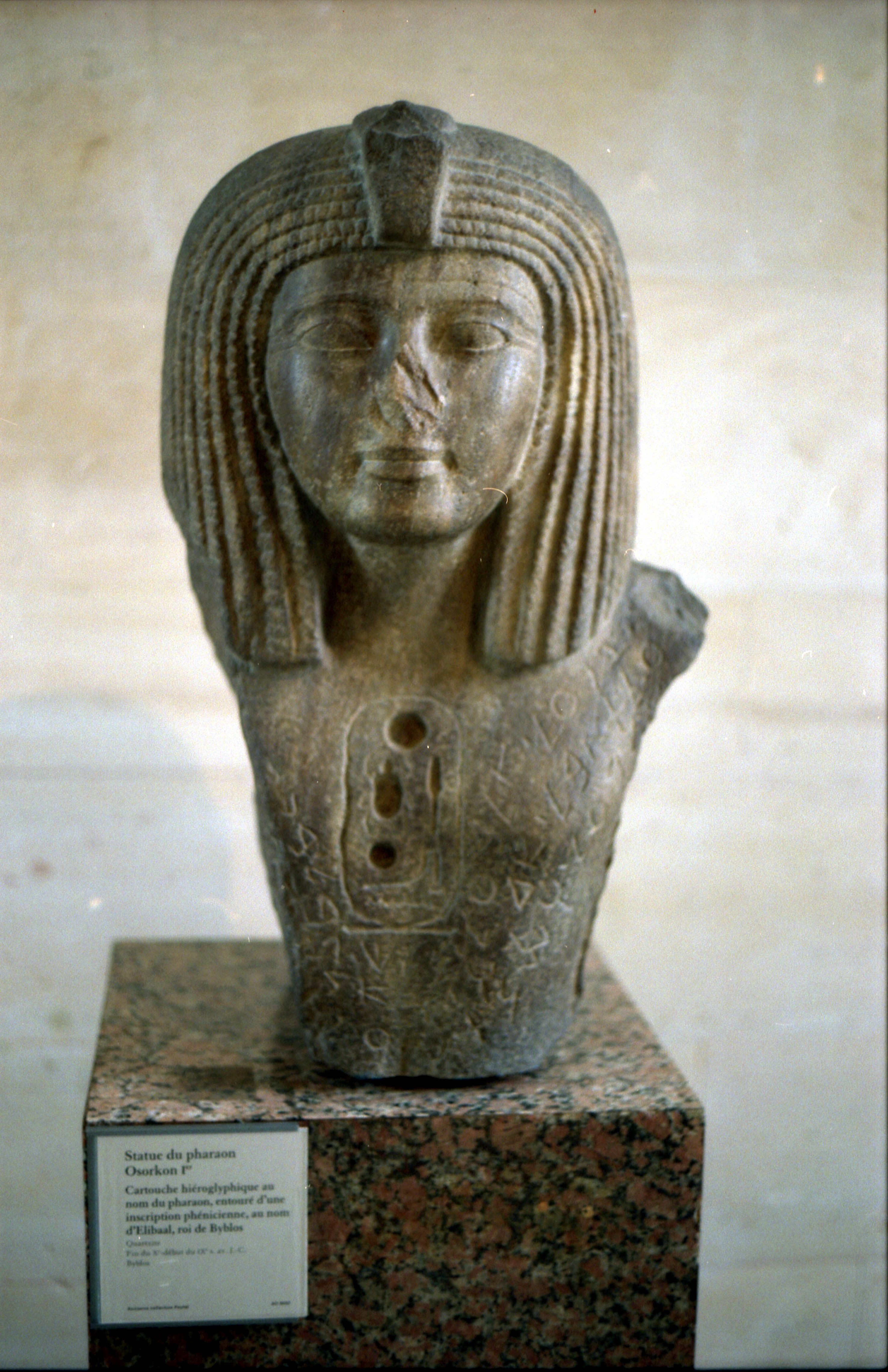
Farao Osorkon I
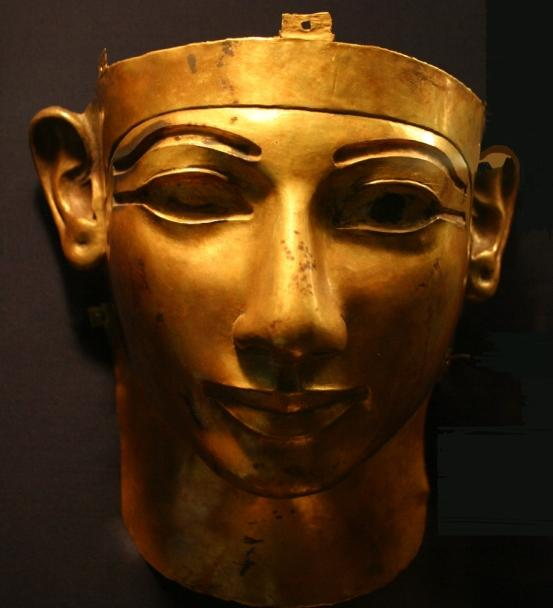
Grafmasker van Sjosjenq II
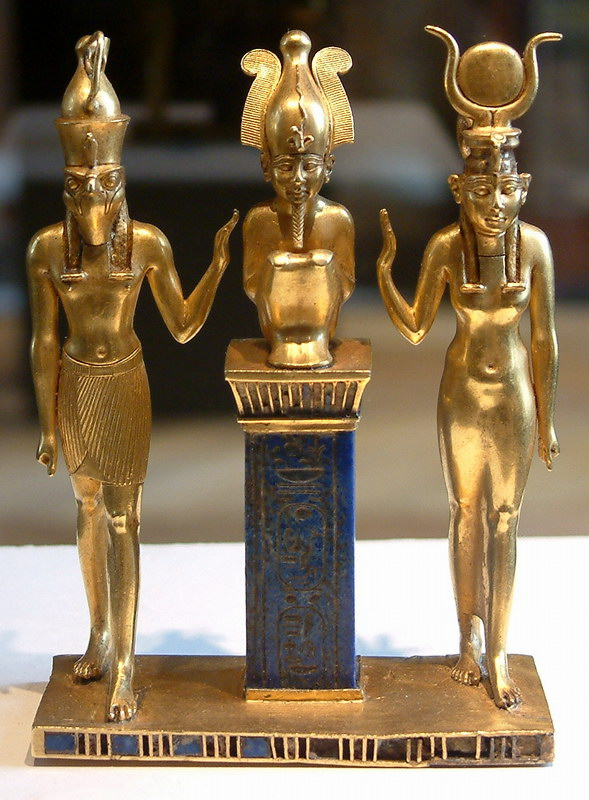
Osiris, Isis en Horus met de naam van Farao Osorkon II
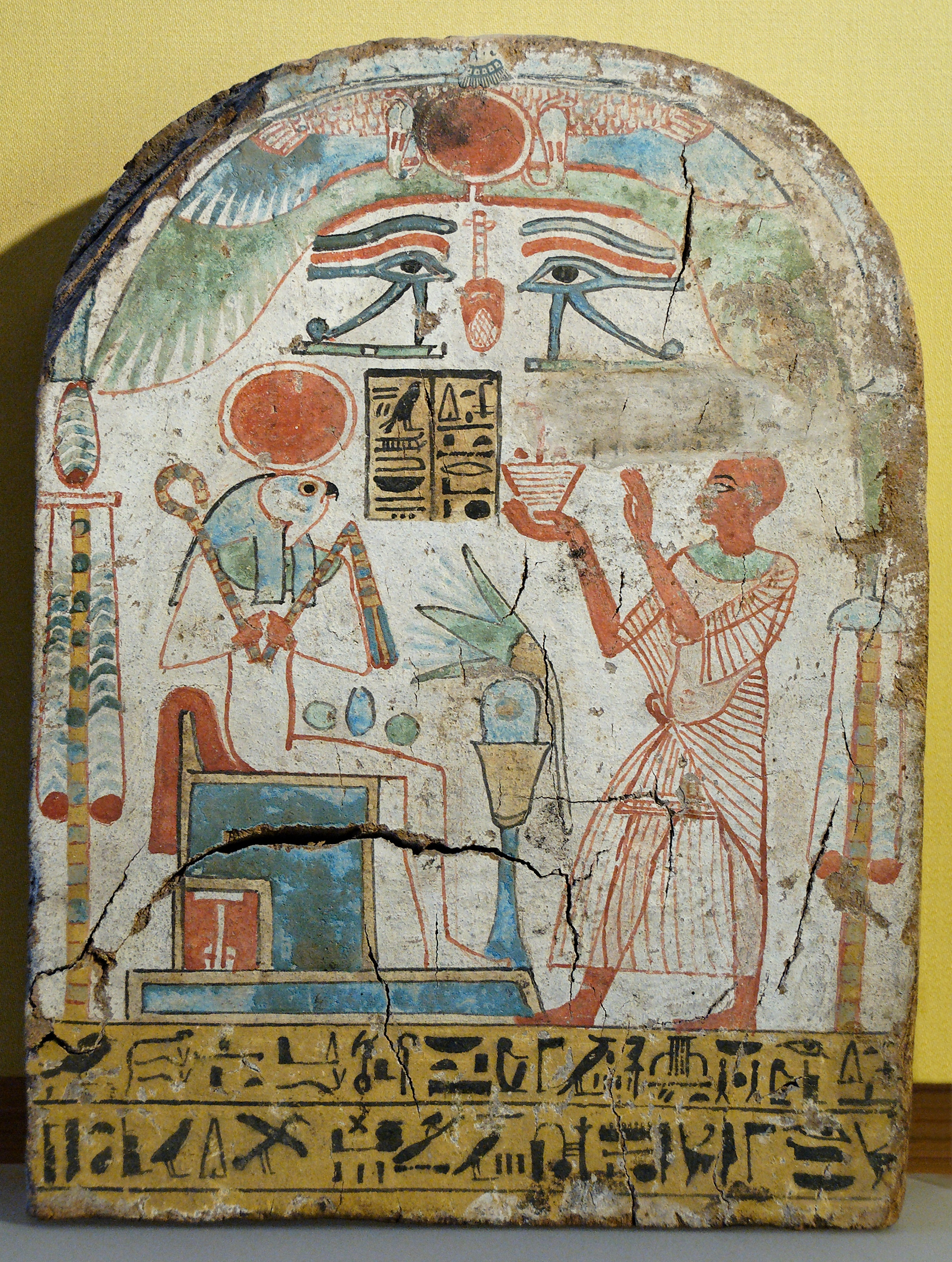
Tablet uit de 22e Dynastie over een offergave aan Ra.